# فرانز كارتز
فرانز كارتز (بالألمانية: Franz Kartz)‏ (مواليد 17 مارس 1907) هو ملاكم ألماني، مثّل بلاده في الألعاب الأولمبية الصيفية 1932.

## روابط خارجية
فرانز كارتز على موقع أوليمبيديا (الإنجليزية)